# Vâlcele (Olt)
Pour les articles homonymes, voir Vâlcele.
Vâlcele est une commune du județ d'Olt en Roumanie.